# Wichita Falls Nighthawks
Die Wichita Falls Nighthawks sind ein Arena-Football-Team aus Wichita Falls, Texas, das aktuell in der Indoor Football League (IFL) spielt. Ihre Heimspiele tragen die Nighthawks im Kay Yeager Coliseum aus.

## Geschichte
Die Nighthawks wurden als reines American Football Team im Jahre 2012 gegründet. Sie spielten in diversen Minor Leagues, ehe sie sich wegen finanziellen Problemen aus dem American Football zurückzogen und seit 2015 als Arena Football Team in der Indoor Football League (IFL) teilnehmen.
Nach einer schwachen ersten Saison mit nur 4 Siegen aus 16 Spielen, erreichte man im zweiten Jahr 2016 mit 11 Siegen und 5 Niederlagen die Playoffs der IFL. In der ersten Runde unterlag man schließlich gegen die Cedar Rapids Titans mit 36:66.
Obwohl man die Saison 2017 mit 12 Siegen zu 4 Niederlagen beendete, wurden die Playoffs knapp verpasst.

## Stadion
Die Nighthawks spielen im Kay Yeager Coliseum. Das Stadion wurde 2003 für rund $19 Millionen fertiggestellt und bietet Platz für knapp 10.000 Zuschauer.